# Palamedes Palamedesz
Palamedes Palamedesz (1605 - 1638) est un peintre de l'âge d'or de la peinture néerlandaise.
Il est le frère du peintre Antonie Palamedesz.

## Biographie
Selon Arnold Houbraken, son père est un sculpteur flamand gravant des pierres semi-précieuses comme le jaspe, le porphyre et l'agate destinées à des vases ou autres objets d'art. Son père voyage en Angleterre pour se mettre au service du roi Jacques Stuart, mais à la naissance de Palamedes en 1605, la famille Palamedesz rentre à Delft.
Houbraken mentionne que son talent est si grand que Palamedes devient un maître sans en avoir eu un : il a atteint son niveau en faisant des copies des œuvres d'Esaias van de Velde l'Ancien, qui eurent du succès. Il est membre de la guilde de Saint-Luc de Delft.
Il meurt à l'orée de sa carrière le 31 mars 1638, à 33 ans.

## Œuvre
Palamedes Palamedesz peint d'abord des scènes de bataille qui sont mentionnées dans Het Gulden Cabinet de Cornelis de Bie. 
Selon le RKD, il a été actif à Anvers en 1631 avant de rentrer à Delft en 1632 où il demeure jusqu'à sa mort en 1638.
Son frère Antonie devient lui aussi durant cette période un peintre respecté.

Œuvres de Palamedes Palamedesz
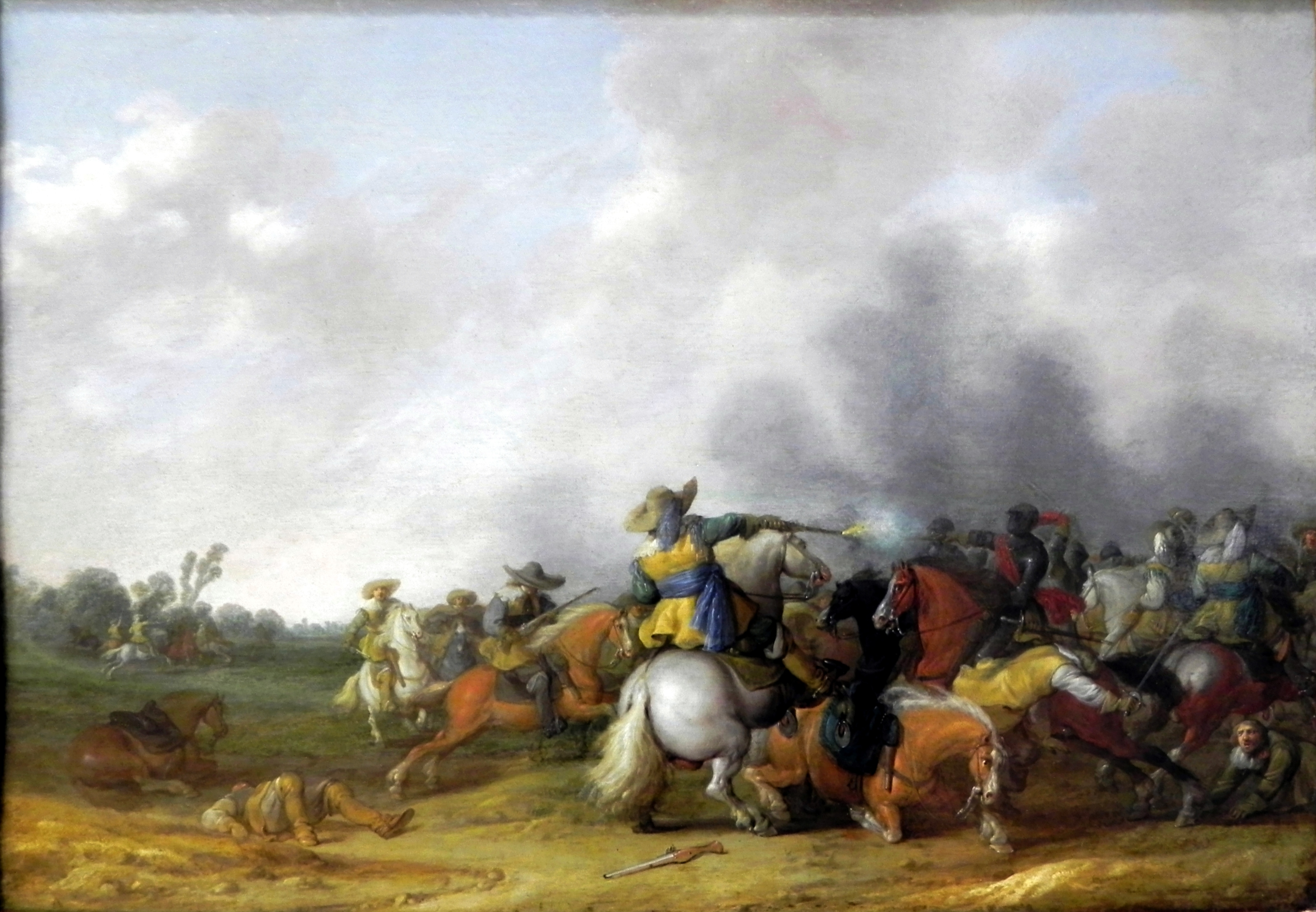
Bataille de cavalerie (1630, Niedersächsisches Landesmuseum).
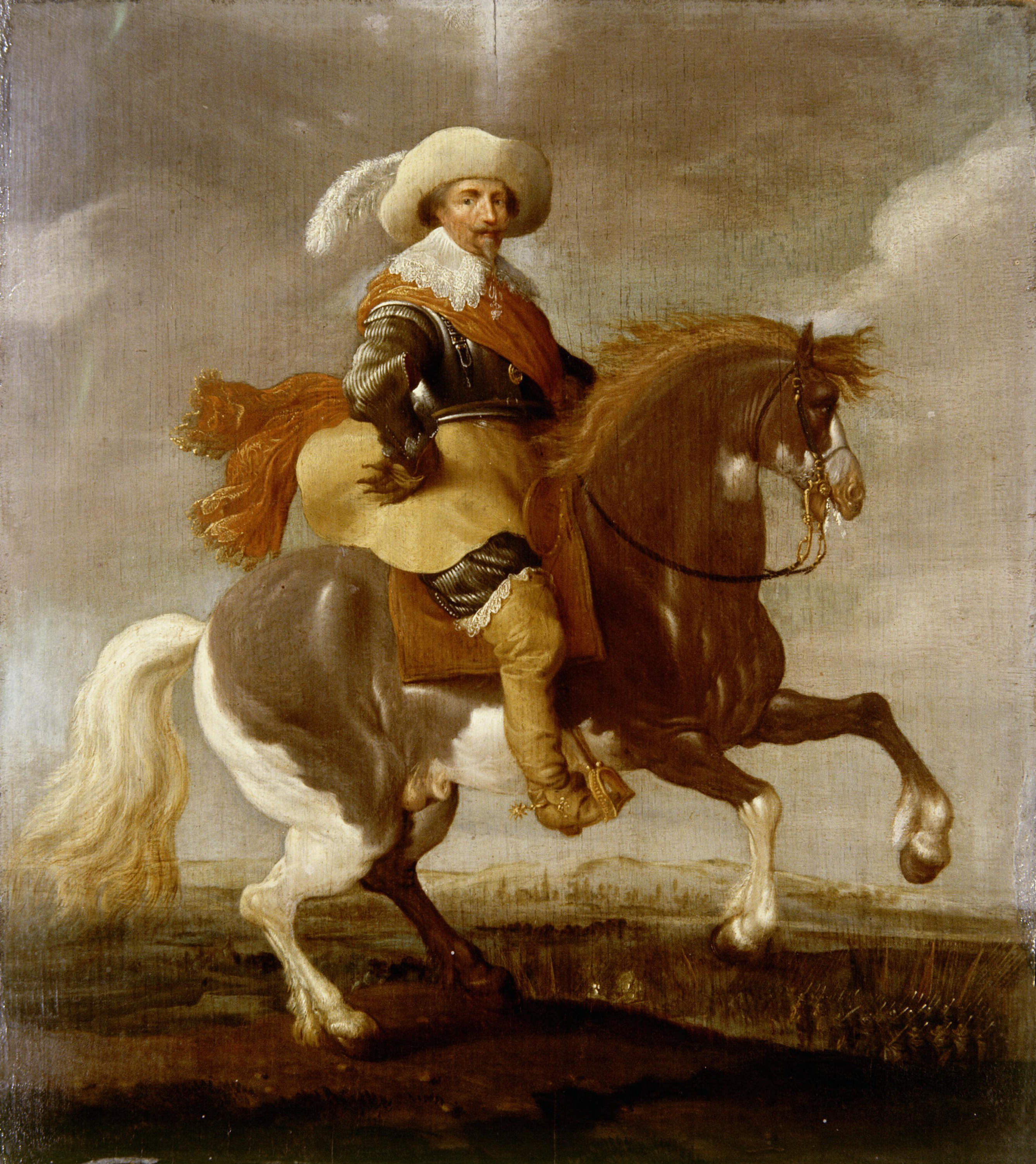
Frédéric-Henri d'Orange-Nassau à cheval (1638).